# Вавилонски плен
Вавилонският плен (на иврит: גָּלוּת בָּבֶל, галут Бавел) е период в историята на евреите, през който част от жителите на Юдейското царство са принудително изселени във Вавилония.
Изселванията са проведени след превземането и разрушаването на Йерусалим от вавилонския цар Навуходоносор II на три етапа – през 597, 587 – 586 и 582 – 581 година пр.н.е. Вавилонският плен продължава до 539 година пр.н.е., когато персийският цар Кир II завладява Вавилония, след което изселените евреи постепенно започват да се връщат в Палестина. Тези събития заемат важно място в еврейската история и култура и изиграват съществена роля в развитието на юдаизма.